# SummerSlam (2015)
SummerSlam (2015) foi um evento de wrestling profissional produzido pela WWE e transmitido em formato pay-per-view e pelo WWE Network. O evento aconteceu em 23 de agosto de 2015, no Barclays Center, no Brooklyn, bairro da cidade de Nova Iorque. Este foi o vigésimo oitavo evento da cronologia do SummerSlam, o oitavo pay-per-view de 2015 no calendário da WWE, o primeiro desde 2008 a não acontecer no Staples Center em Los Angeles e o oitavo SummerSlam realizado na Região Metropolitana de Nova Iorque. Essa foi a primeira edição que teve quatro horas de duração, tempo anteriormente dedicado apenas para a WrestleMania.
O evento foi a segunda noite do que foi anunciado como um "cabeçalho triplo" no Barclays Center, com o NXT TakeOver: Brooklyn tendo acontecido na noite anterior, e o Raw na noite seguinte. Dez lutas foram disputadas no evento. No evento principal, The Undertaker derrotou Brock Lesnar de forma polêmica; Lesnar travou Undertaker em sua submissão  Kimura lock e o cronometrista tocou o gongo ao ver o Undertaker supostamente indicando uma desistência, mas como o árbitro não tinha visto a desistência e nunca parou a luta, a luta continuou. A confusão permitiu que Undertaker surpreendesse Lesnar com um golpe baixo antes de prendê-lo em um Hell's Gate, durante a qual Lesnar desmaiou para dar a vitória a Undertaker.

## Produção

### Conceito
SummerSlam é um pay-per-view anual, produzido todo mês de agosto pela WWE desde 1988. Chamado de "A Maior Festa do Verão",  é um dos quatro pay-per-views originais da promoção, junto com a WrestleMania, Royal Rumble e Survivor Series, apelidados de "Big Four". É considerado o segundo maior evento do ano da WWE, atrás apenas da WrestleMania. O evento de 2015 foi o vigésimo oitavo evento na cronologia SummerSlam e foi o último a ocorrer antes da reintrodução da extensão da marca, que novamente dividiu o plantel entre as marcas Raw e SmackDown.

### Rivalidades
O card consistiu em dez lutas que resultaram de enredos roteirizados, onde os lutadores retratavam vilões, heróis ou personagens menos distinguíveis em eventos roteirizados que criaram tensão e culminaram em uma luta ou série de lutas, com resultados pré-determinados pelos escritores da WWE, enquanto as histórias foram desenvolvidas nos principais programas de televisão da WWE, Raw e SmackDown.
Na WrestleMania XXX em 2014, Brock Lesnar derrotou The Undertaker para quebrar a sua sequências de vitórias em WrestleManias. Quatro meses depois, Lesnar derrotou John Cena no SummerSlam para vencer o WWE World Heavyweight Championship, mas perdeu-o no ano seguinte na WrestleMania 31 em seu combate contra Roman Reigns, quando Seth Rollins usou o seu contrato do Money in the Bank e venceu o título. Lesnar recebeu sua revanche contra Seth Rollins no Battleground, e estava dominando o combate quando The Undertaker retornou e atacou Lesnar, fazendo com que o combate terminasse em um final inconclusivo devido ao desaparecimento de Rollins e do árbitro. O combate foi inicialmente declarado como ''sem vencedor'', mas na noite seguinte, no Raw de 20 de julho, Lilian Garcia anunciou como vencedor, por desqualificação. Também na mesma noite, foi anunciado que The Undertaker iria enfrentar Brock Lesnar no evento principal do SummerSlam. Esta seria a primeira vez que The Undertaker luta em um combate no SummerSlam desde 2008, e seu primeiro combate pay-per-view fora da WrestleMania desde o Bragging Rights em 2010.
Ryback venceu o vago Intercontinental Championship em uma luta Elimination Chamber no Elimination Chamber. No Raw de 1 de junho, Ryback foi programado para fazer sua primeira defesa do título contra The Miz, mas Big Show atacou Miz, impedindo o acontencimento do combate, e confrontando Ryback. No Money in the Bank, Big Show derrotou Ryback por desqualificação, depois de Miz tê-lo atacado; portanto, Ryback reteve o título. Em 22 de junho, foi anunciado no WWE.com que Ryback iria defender o título contra Big Show e The Miz em uma luta triple threat  no Battleground, mas depois que Ryback sofreu uma lesão, o combate foi adiado. Em 6 de agosto, foi anunciado no WWE.com que o combate foi remarcado para o SummerSlam.
No Money in the Bank, Bray Wyatt atacou Roman Reigns durante a luta Money in the Bank, impedindo-o de ganhar o combate. No Battleground, Wyatt derrotou Reigns depois de Luke Harper interferir o combate e atacar Reigns, reunindo a The Wyatt Family novamente. No Raw de 20 de julho, Dean Ambrose ajudou Roman Reigns a derrotar Wyatt e Harper, por desqualificação. No SmackDown de 6 de agosto, Reigns desafiou Wyatt para uma luta de duplas no SummerSlam, com Reigns e Ambrose enfrentando Wyatt e Harper, Wyatt aceitou o desafio.
No SmackDown de 18 de junho, Alicia Fox aliada com The Bella Twins (Brie Bella e Campeã das Divas Nikki Bella), ajudou Brie a ganhar o seu combate contra Paige, mais tarde mudaram o nome da equipe para Time Bella. No Raw de 13 de julho, Charlotte, Becky Lynch e a Campeã Feminina do NXT Sasha Banks fizeram suas estreias no plantel principal da WWE; Charllote e Lynch aliadas com Paige, mais tarde mudaram o nome da sua equipe para'' PCB'', enquanto Banks aliada com Naomi e Tamina Snuka mudaram o nome para Time B.A.D. No Battleground, Charllote derrotou Brie e Banks em uma luta triple threat. Em 10 de agosto, foi anunciado que no SummerSlam, Time Bella, PCB e Time B.A.D irão competir uns contra os outros em uma luta de eliminação de trios.
No Battleground, The Prime Time Players derrotaram o The New Day, para manter o Tag Team Championship. No Raw de 20 de julho, Los Matadores derrotaram The Prime Time Players, depois de uma distração do New Day. No Raw de 27 de julho, The Lucha Dragons derrotaram Los Matadores. No SmackDown de 30 de julho, The Lucha Dragons e Los Matadores derrotaram The New Day e The Ascension. No Raw de 3 de agosto, The New Day e The Ascension derrotaram The Lucha Dragons e The Ascension em uma revanche. No SmackDown de 6 de agosto, The Prime Time Players e Mark Henry se uniram para derrotar The New Day. No Raw de 10 de agosto, The New Day derrotou Los Matadores. Em seguida, foi anunciado no WWE.com , que The Prime Time Players iria defender o título contra The New Day, Los Matadores, e The Lucha Dragons em uma luta fatal fou-way de duplas no SummerSlam.

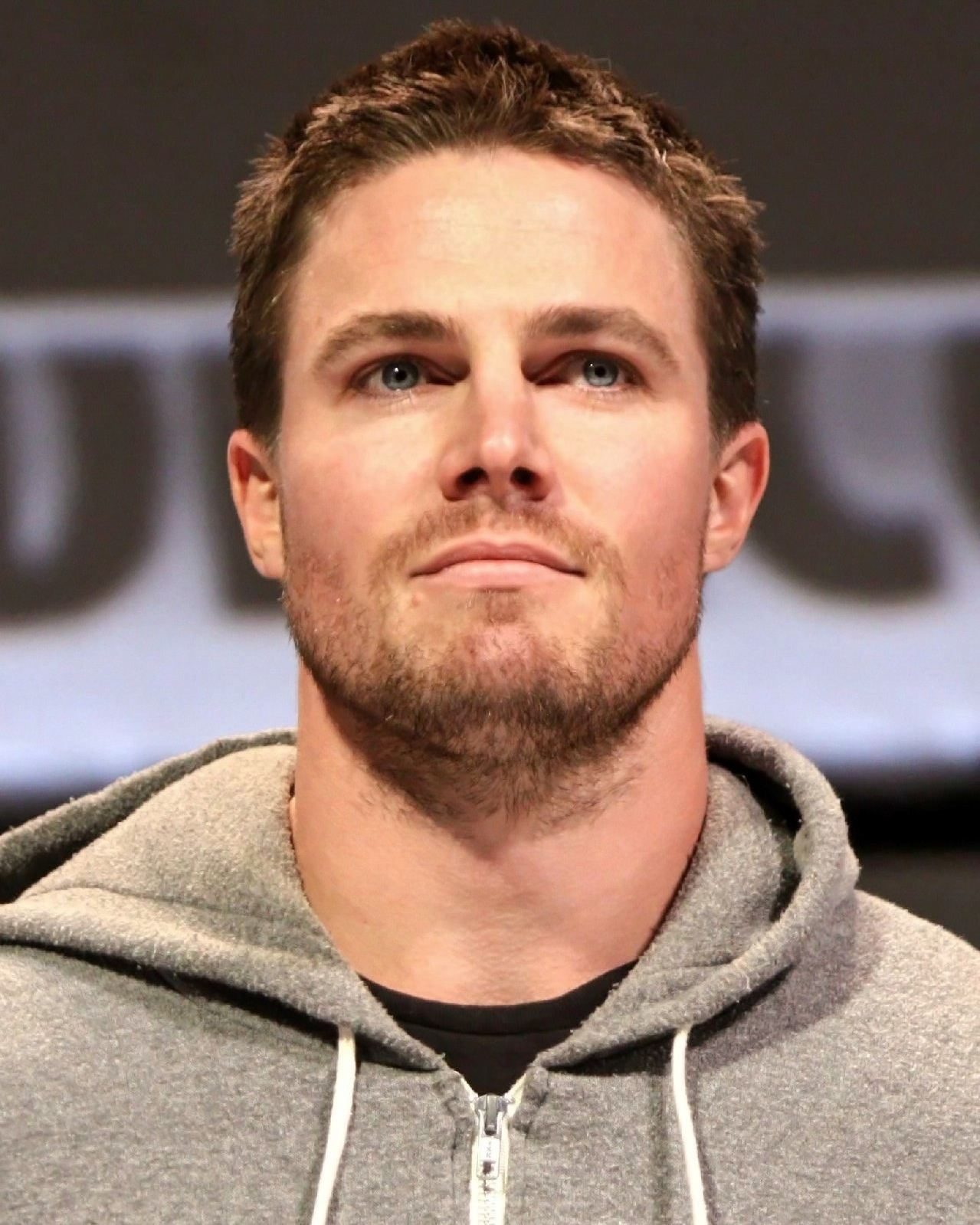
Stephen Amell (da série Arrow) se juntou a Neville para enfrentar Stardust e King Barrett

No Raw de 25 de maio, Stardust confrontou o convidado especial Stephen Amell (famoso por atuar em Arrow), quando perdeu para Neville. No Raw de 13 de julho, Stardust derrotou Neville. No Raw de 10 de agosto, onde Amell foi novamente um convidado especial, Neville derrotou King Barrett, mas então foi atacado por Stardust. Stardust então, agrediu Amell, que entrou no ringue e atacou Stardust de volta. Amell e Neville então convenceram Triple H no backstage para fazer uma luta de duplas no SummerSlam, com Amell e Neville confrontando Stardust e King Barrett.
No Raw de 20 de julho, o Campeão dos Estados Unidos John Cena desafiou o Campeão Mundial dos Pesos-Pesados Seth Rollins a um combate pelo título de Rollins, mas Rollins recusou. No Raw de 27 de julho, Cena novamente desafiou Rollins, mas a The Authority obrigou Cena a defender o seu United States Championship contra Rollins. Cena derrotou Rollins, mas sofreu uma concussão no seu nariz durante o combate. No Raw de 3 de agosto, Rollins desafiou Cena para uma luta "Winner Takes All" no SummerSlam, onde o vencedor da luta, levaria ambos os títulos conquistados. No episódio do Tough Enough de 11 de agosto, Cena aceitou o desafio de Rollins.
No SmackDown de 18 de junho, Kevin Owens derrotou Cesaro. No Raw de 29 junho, Cesaro derrotou o Campeão dos Estados Unidos John Cena por desqualificação, após ser atacado por Owens, portanto, não conquistou o título. No Raw de 20 de julho, Cesaro se uniu com Cena e Randy Orton, para derrotar Owens, Rusev e Sheamus. No SmackDown de 23 de julho, Owens atacou Cesaro após um combate contra Seth Rollins. No Raw de 27 de julho, Cesaro atacou Owens após um combate contra Orton. No SmackDown de 30 de julho, após Owens atacar Cesaro durante a revanche contra Rollins, Dean Ambrose e Cesaro derrotaram Owens e Rollins em uma luta de duplas. No SmackDown de 13 de agosto, foi anunciado que Cesaro iria enfrentar Owens no SummerSlam.
No Battleground, Randy Orton derrotou Sheamus. No Raw de 20 de julho, Orton, John Cena e Cesaro derrotaram Sheamus, Kevin Owens e Rusev. No Raw de 27 de julho, Sheamus atacou Orton durante o seu combate contra Owens. No Raw de 3 de agosto, Orton, Dean Ambrose e Roman Reigns derrotaram Sheamus, Bray Wyatt e Luke Harper. No Raw de 10 de agosto, Orton derrotou o Campeão Mundial dos Pesos-Pesados Seth Rollins, por desqualificação após ser atacado por Sheamus, portanto, não conquistou o título. Sheamus então tentou aproveitar, e tentou usar o seu contrato ''Money in the Bank'' no título de Rollins, mas foi impedido por Orton. Em 17 de agosto, foi anunciado no WWE.com que Orton iria enfrentar Sheamus no SummerSlam.
No Raw de 18 de maio, Lana encerrou sua associação com Rusev e começou a ter um relacionamento com Dolph Ziggler, virando ''face'' no processo. Depois de fazer inúmeras tentativas para reconquistar  Lana, Rusev começou um relacionamento com Summer Rae. No Raw de 6 de julho, Rusev atacou Ziggler, resultando uma lesão na garganta de Ziggler. No Raw de 17 de agosto, Ziggler retornou e atacou Rusev. Na mesma noite, foi anunciado que Ziggler iria enfrentar Rusev no SummerSlam.
No Raw de 17 de agosto, foi anunciado que Jon Stewart seria o convidado especial e o anfitrião para o evento.

## Evento
| Função:                   | Nome:                    |
| ------------------------- | ------------------------ |
| Comentaristas em inglês   | Michael Cole             |
| Comentaristas em inglês   | John "Bradshaw" Layfield |
| Comentaristas em inglês   | Jerry Lawler             |
| Comentaristas em espanhol | Carlos Cabrera           |
| Comentaristas em espanhol | Marcelo Rodríguez        |
| Comentaristas em espanhol | Jerry Soto               |
| Entrevistadores           | Rich Brennan             |
| Entrevistadores           | JoJo                     |
| Anunciadoras re ringue    | Lilian Garcia            |
| Anunciadoras re ringue    | Eden Stiles              |
| Árbitros                  | Charles Robinson         |
| Árbitros                  | Mike Chioda              |
| Árbitros                  | John Cone                |
| Árbitros                  | Darrick Moore            |
| Árbitros                  | Chad Patton              |
| Árbitros                  | Ryan Tran                |
| Árbitros                  | Rod Zapata               |
| Painel do pré-show        | Renee Young              |
| Painel do pré-show        | Booker T                 |
| Painel do pré-show        | Byron Saxton             |
| Painel do pré-show        | Corey Graves             |

### Lutas preliminares
Na primeira luta, Randy Orton enfrentou Sheamus. A luta terminou quando Orton tentou um "RKO" em Sheamus, no entanto Sheamus rebateu e executou dois "Brogue Kicks" em Orton para vencer a luta.
Em seguida, os Prime Time Players (Darren Young e Titus O'Neil) defenderam o WWE Tag Team Championship contra The New Day (Big E e Kofi Kingston), The Lucha Dragons (Kalisto e Sin Cara) e Los Matadores (Diego e Fernando) em uma luta Fatal four-way de duplas. O final viu O'Neil executar o "Clash of the Titus" em Fernando, mas Big E puxou O'Neil para fora do ringue. Kingston pinou Fernando para vencer os títulos.
Depois disso, Dolph Ziggler enfrentou Rusev. No clímax, Rusev aplicou o "Accolade" em Ziggler, mas Lana atacou Summer Rae, distraindo Rusev. Ziggler realizou um Superkick em Rusev, jogando-o em uma mesa de transmissão. A luta terminou em count-out duplo.
Na quarta luta, Stephen Amell e Neville enfrentaram Stardust e King Barrett . Neville executou uma "Red Arrow" em Barrett para vencer a luta.
A próxima luta foi uma luta Triple Threat pelo WWE Intercontinental Championship entre Ryback e Big Show e The Miz. O fim veio quando Big Show executou um "KO Punch" em Miz, mas Ryback jogou Big Show para fora do ringue com um Clothesline. Ryback pinou Miz para reter o título.
Na sexta luta, Roman Reigns e Dean Ambrose enfrentaram a Wyatt Family (Bray Wyatt e Luke Harper). Enquanto Wyatt tentava um "Sister Abigail" em Ambrose, Ambrose rebateu e executou um "Dirty Deeds" em Wyatt. Reigns executou um Spear em Wyatt para vencer a luta.

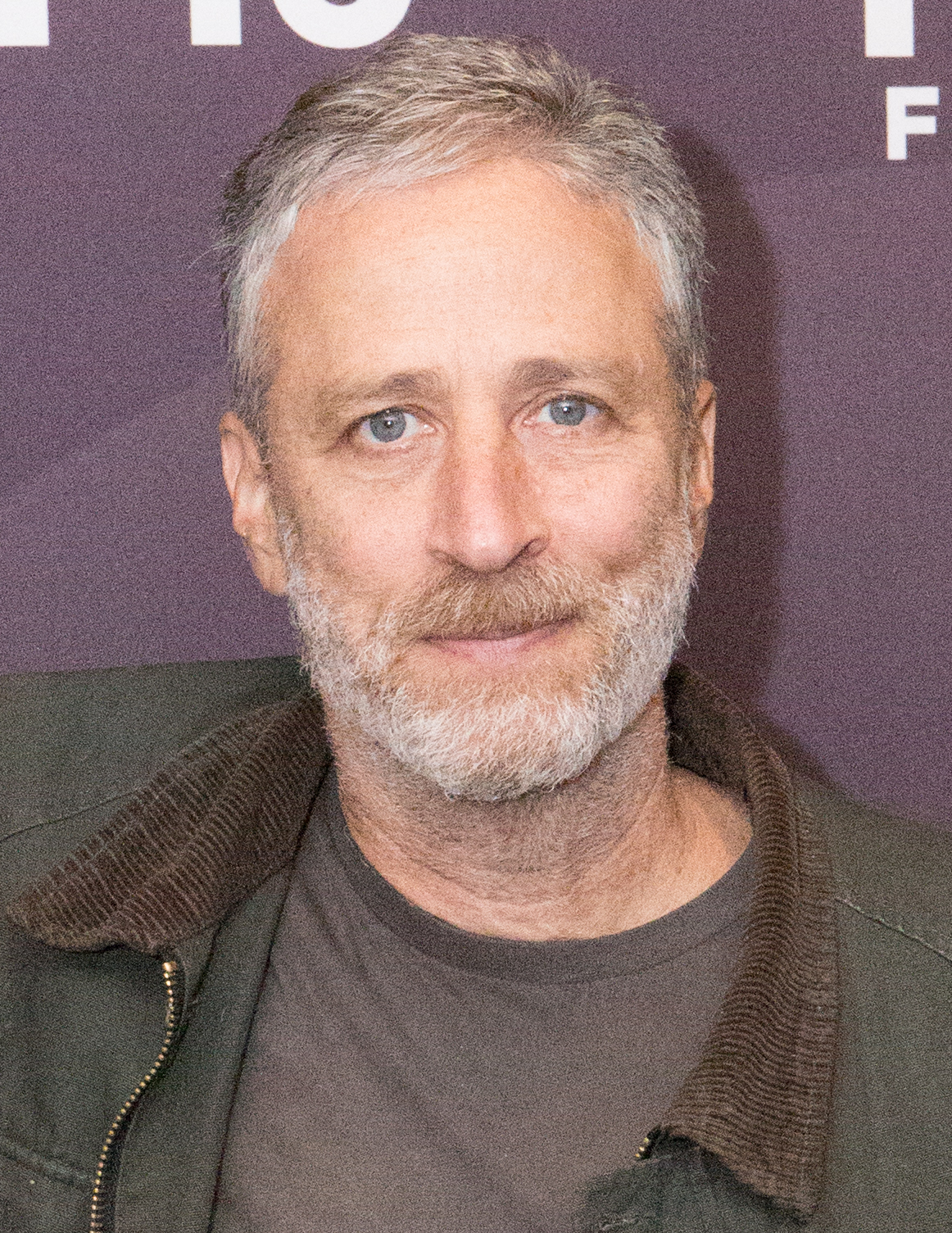
O comediante Jon Stewart foi o anfitrião do evento e se envolveu na luta de Rollins com Cena

A sétima luta foi uma luta Winner Takes All pelo WWE World Heavyweight Championship e o WWE United States Championship entre o Campeão Mundial dos Pesos Pesados da WWE Seth Rollins e o Campeão dos Estados Unidos John Cena. Cena executou um "Attitude Adjustment" em Rollins para uma contagem de dois. Rollins executou um "Attitude Adjustment" em Cena que fez o kick out. Enquanto Rollins tentava um "Pedigree", Cena rebateu e aplicou um Figure Four Leglock em Rollins. Rollins rebateu, mas Cena alcançou as cordas, forçando Rollins a quebrar a submissão. Cena executou um segundo "Attitude Adjustment", mas no processo Rollins chutou inadvertidamente o árbitro. Jon Stewart, o anfitrião do SummerSlam, correu para o ringue com uma cadeira, supostamente ajudando Cena, mas atingiu Cena com a cadeira. Rollins aproveitou e executou um "Pedigree" em Cena na cadeira. Rollins então imobilizou Cena para vencer a luta.
A próxima luta foi uma luta de eliminação de três equipes entre o Team Bella (Campeã das Divas Nikki Bella, Brie Bella e Alicia Fox), o Team BAD (Sasha Banks, Naomi e Tamina) e o Team PCB (Paige, Charlotte e Becky Lynch) Brie Bella eliminou o Time BAD ao imobilizar Tamina após um "Bella Buster". Lynch derrotou Brie após um Pumphandle Suplex para vencer a luta para o Team PCB.
Depois disso, Kevin Owens enfrentou Cesaro. Owens executou uma Pop Up Powerbomb em Cesaro para vencer a luta.

### Evento principal
Na luta principal, Brock Lesnar (com Paul Heyman) enfrentou The Undertaker. Durante a luta, Undertaker tentou um Chokeslam em Lesnar, mas Lesnar rebateu a tentativa e executou três German Suplexes. Lesnar executou um "F-5" através da mesa dos comentaristas em Undertaker. Undertaker executou um Chokeslam e um "Tombstone Piledriver" em Lesnar para uma contagem de dois. Lesnar aplicou um "Kimura lock" em Undertaker, mas Undertaker tocou as cordas, forçando Lesnar a quebrar a chave. The Undertaker realizou uma "Last Ride" em Lesnar para uma contagem de dois. Lesnar executou dois "F-5s" em Undertaker, em ambos a contagem foi a dois. No clímax da luta, Undertaker aplicou o "Hell's Gate"em Lesnar, que rebateu o movimento e colocou Undertaker em outro "Kimura Lock". Naquele momento, o cronometrista tocou a gongo ao ver Undertaker supostamente indicando submissão; como o árbitro não tinha visto uma submissão e nunca parou a luta, a luta continuou. Pensando ser o vencedor, Lesnar soltou a chave. Enquanto o árbitro discutia com o cronometrista, The Undertaker surpreendeu Lesnar com um golpe baixo e aplicou um "Hell's Gate" novamente; Lesnar se recusou a se submeter, dando a Undertaker o dedo do meio antes de desmaiar para dar a vitória a Undertaker.

## Depois do evento
Depois de vencer o WWE United States Championship e manter o WWE World Heavyweight Championship contra John Cena, Seth Rollins foi confrontado e atacado na noite seguinte no Raw por Sting que fez o seu retorno, e pegou o cinturão do WWE World Heavyweight Championship, sinalizando um desafio pelo título. A luta foi marcada para o Night of Champions. Jon Stewart também revelou que interferiu em nome de Rollins para evitar que Cena empatasse com Ric Flair no recorde de títulos mundiais, de quem Stewart é um grande fã. Stewart foi confrontado por Flair, que disse a ele que não se importava de ter seu recorde alcançado ou quebrado por alguém que ele respeita, e John Cena atingiu Stewart com um Attitude Adjustment antes de sair. Uma revanche pelo United States Championship foi concedida pela Authority, uma vez que afirmou que todos os títulos estariam em jogo, forçando Rollins a defender os dois títulos no Night of Champions , no qual ele perdeu o United States Championship para Cena, mas derrotou Sting para reter o WWE World Heavyweight Championship.
Após a polêmica derrota para The Undertaker, Brock Lesnar e Paul Heyman convocaram The Undertaker para uma última luta naquela noite, mas Bo Dallas apareceu e tentou convencer Lesnar a começar "Bo-lieving". Lesnar respondeu entregando uma série de german suplexes em Dallas e terminando com um F5 antes de sair. No Night of Champions, uma luta Hell in a Cell para resolver a rivalidade entre Lesnar e Undertaker foi agendada para o Hell in a Cell.
Após a vitória de Roman Reigns e Dean Ambrose sobre a Wyatt Family, uma revanche foi marcada para a noite seguinte no Raw. No meio da luta, um homem misterioso (mais tarde revelou ser Braun Strowman) interferiu em nome da Wyatt Family. A nova Wyatt  Family desafiou Reigns e Ambrose para uma luta de trios no Night of Champions. Reigns e Ambrose se recusaram a revelar seu parceiro até pouco antes da luta; seu parceiro misterioso era Chris Jericho, que desmaiou no abraço de urso de Strowman. Assim, os Wyatts os derrotaram.
No Raw da noite seguinte, o The New Day derrotou o Lucha Dragons. Após a lutas, os Dudley Boyz retornaram à WWE, realizando um 3D em Xavier Woods através de uma mesa e enfrentando os Prime Time Players. O The New Day continuaria a reter seus títulos entre 2015 e 2016. Em 13 de dezembro de 2016, o reinado do New Day alcançou 479 dias, quebrando oficialmente o recorde estabelecido pelos Demolition para se tornar o mais longo reinado único na história da WWE. 5 dias depois, no pay-per-view Roadblock: End of the Line, eles perderam os títulos para Cesaro e Sheamus.
Kevin Owens começou a apostar no WWE Intercontinental Championship, levando a uma rivalidade com o campeão Ryback. No episódio de 7 de setembro do Raw. Owens interrompeu a entrevista de Ryback e então o atacou, Owens também custou a Ryback uma luta lumberjack contra Seth Rollins no Smackdown de 10 de setembro, enquanto Owens era um dos lumberjacks. No Raw de 14 de setembro, Ryback recebeu permissão da Authority para defender o Intercontinental Championship contra Owens no Night of Champions. Owens derrotaria Ryback no Night of Champions para vencer o WWE Intercontinental Championship, seu primeiro título importante desde sua estreia no plantel principal.

## Resultados
| Nº                                          | Resultados | Estipulações                                                                                   | Tempo |
| ------------------------------------------- | --- | ---------------------------------------------------------------------------------------------- | ----- |
| 1                                           | Sheamus derrotou Randy Orton | Luta individual                                                                                | 12:28 |
| 2                                           | The New Day (Big E e Kofi Kingston) (com Xavier Woods) derrotaram The Prime Time Players (Darren Young e Titus O'Neil) (c), Los Matadores (Diego e Fernando) (com El Torito) e The Lucha Dragons (Kalisto e Sin Cara) | Luta fatal four-way de duplas pelo WWE Tag Team Championship                                   | 11:20 |
| 3                                           | Dolph Ziggler (com Lana) contra Rusev (com Summer Rae) acabou em count-out duplo | Luta individual                                                                                | 11:50 |
| 4                                           | Stephen Amell e Neville derrotaram Stardust e King Barrett | Luta de duplas                                                                                 | 7:35  |
| 5                                           | Ryback (c) derrotou The Miz e Big Show | Luta triple threat pelo WWE Intercontinental Championship                                      | 5:33  |
| 6                                           | Dean Ambrose e Roman Reigns derrotaram Bray Wyatt e Luke Harper | Luta de duplas                                                                                 | 10:55 |
| 7                                           | Seth Rollins (Campeão Mundial dos Pesos-Pesados) derrotou John Cena (Campeão dos Estados Unidos) | Luta Winner Takes All pelo WWE World Heavyweight Championship e WWE United States Championship | 19:44 |
| 8                                           | Time PCB (Paige, Charlotte e Becky Lynch) derrotaram Time Bella (Brie Bella, Nikki Bella e Alicia Fox) e Time B.A.D. (Naomi, Sasha Banks e Tamina)                                                                    | Luta de eliminação de três trios                                                               | 15:20 |
| 9                                           | Kevin Owens derrotou Cesaro | Luta individual                                                                                | 14:18 |
| 10                                          | The Undertaker derrotou Brock Lesnar (com Paul Heyman) por submissão | Luta individual                                                                                | 17:50 |
| (c) – Refere-se aos campeões antes da luta. | |                                                                                                |       |